# دان هويزينج
دان هويزينج (بالإنجليزية: Daan Huizing)‏ (من مواليد 22 أكتوبر 1990) هو لاعب جولف هولندي محترف.
دخل هويزينج مدرسة التصفية لبطولة الجولف الأوروبية في نهاية 2012. نظرًا لتصنيفه العالي كلاعب هاوٍ، تم إعفاؤه من المرحلة الأولى للتصفيات. تمكن من الوصول إلى المرحلة الثالثة حيث احتل المركز الثمانين، مما منحه فرصة للمشاركة في بعض فعاليات جولة التحدي الأوروبية لعام 2013.
فاز هويزينج مرتين في عام 2013، أولًا في بطولة شمال ايرلندا المفتوحة للتحدي وبعد أسبوعين في بطولة خاركوف العليا.
فاز أيضًا بالمركز الثاني المشترك في بطولة كارنتين المفتوحة للجولف واحتل المركز السادس في ترتيب جولة التحدي الأوروبية لعام 2013، وتأهل إلى الجولة الأوروبية لعام 2014.
منذ عام 2015، لعب هويزينج بشكل رئيسي في جولة التحدي. حتى عام 2021، كانت أفضل إنجازاته حقق المركز الثاني المشترك في بطولة كوردون للجولف لعام 2015 وفي بطولة فيكينغ للتحدي لعام 2017.
في عام 2019، فاز هويزينج في بطولة الأردن المفتوحة المختلطة، وهي حدث مشترك شمل لاعبي جولة التحدي وجولة السنيور الأوروبية وجولة السيدات الأوروبية 
في عام 2021، فاز في بطولة أيرلندا للتحدي، حيث تغلب على إدوارد روساود في جولة إضافية بالموت المفاجئ (بالإنجليزية: sudden-death playoff)‏. 

## فوز الهواة
- البطولة الهولندية الوطنية عام 2010[12][13]
- بطولة الضربة الواحدة الوطنية (هولندا) عام 2011[14]
- بطولة الهواة الألمانية الدولية.[14]
- بطولة برابانتس المفتوحة / مسابقة الصيف.[15]
- بطولة تركيا المفتوحة للهواة، كوبا خوان كارلوس تايلهادي، بطولة الأرجنتين للهواة، كأس ليثام 2012، كأس سانت أندروز لينكس.[16]

## الفوز ببطولات
| الرقم | التاريخ        | البطولة                            | النقاط                | فارق الفوز   | الخصم         |
| ----- | -------------- | ---------------------------------- | --------------------- | ------------ | ------------- |
| 1     | 1 سبتمبر 2013  | بطولة شمال ايرلندا المفتوحة للتحدي | −13 (65-66-66-74=271) | مباراة فاصلة | أوليفر ويلسون |
| 2     | 15 سبتمبر 2013 | بطولة خاركوف العليا                | −15 (70-69-67-67=273) | ضربتان       | سيهوان كيم    |
| 3     | 30 مايو 2021   | بطولة ايرلندا للتحدي               | −9 (71-69-68-67=275)  | مباراة فاصلة | إدوارد روساود |

## سجل المباريات الفاصلة في جولة التحدي
| الرقم | السنة | البطولة                            | الخصم         | النتيجة                                    |
| ----- | ----- | ---------------------------------- | ------------- | ------------------------------------------ |
| 1     | 2013  | بطولة شمال ايرلندا المفتوحة للتحدي | أوليفر ويلسون | فاز ببطاقة بيردي في الحفرة الإضافية الأولى |
| 2     | 2021  | بطولة ايرلندا للتحدي               | إدوارد روساود | فاز ببطاقة بار في الحفرة الإضافية الأولى   |

## انتصارات أخرى
- بطولة هولندا الوطنية المفتوحة 2010، 2012 (كهاوٍ)[14]
- بطولة الأردن المختلطة المفتوحة للجولف 2019[10][17][18]

## مشاركاته بأفرقة

### كهاوٍ
- بطولة أوروبا للفرق الصغار (تمثيلًا لهولندا) 2007، 2008[19]
- كأس إيزنهاور (تمثيلًا لهولندا) 2010، 2012[20][21]
- كأس بونالاك (تمثيلًا لأوروبا) 2012 (فائزين)[22]
- كأس بالمر (تمثيلًا لأوروبا) 2012 (فائزين)[23]

## روابط خارجية
- دان هويزينج | موقع جولة التحدي الأوروبية الرسمي
- دان هويزينج| موقع التصنيفات العالمية للجولف